# Liste der Monuments historiques in Sy
Die Liste der Monuments historiques in Sy führt die Monuments historiques in der französischen Gemeinde Sy auf.

## Liste der Objekte
| Bezeichnung                 | Beschreibung                                   | Standort                        | Kennzeichnung | Schutzstatus | Datum | Bild |
| --------------------------- | ---------------------------------------------- | ------------------------------- | ------------- | ------------ | ----- | ---- |
| Skulptur Heiliger Sebastian | Holz, farbig gefasst, 17. oder 18. Jahrhundert | in der Kirche St-Laurent (Lage) | PM08000550    | Classé       | 1964  |      |